# Landkreis Kelheim
Landkreis Kelheim is een Landkreis in de Duitse deelstaat Beieren. De Landkreis telt 123.390 inwoners (31 december 2020) op een oppervlakte van 1.066,89 km². Kreisstadt is de gelijknamige stad.

## Indeling

Kaart van de Landkreis

Landkreis Kelheim is verdeeld in 24 gemeenten, waarvan er vijf de status stad hebben. Zes andere gemeenten mogen zich Markt noemen. Verspreid over het territorium van Kelheim liggen vijf gebieden die niet gemeentelijk zijn ingedeeld.
Steden
1. Abensberg
2. Kelheim[3]
3. Mainburg
4. Neustadt an der Donau
5. Riedenburg

Märkte
1. Bad Abbach
2. Essing
3. Langquaid
4. Painten
5. Rohr in Niederbayern
6. Siegenburg

Overige gemeenten
1. Aiglsbach
2. Attenhofen
3. Biburg
4. Elsendorf
5. Hausen
6. Herrngiersdorf
7. Ihrlerstein
8. Kirchdorf
9. Saal an der Donau
10. Teugn
11. Train
12. Volkenschwand
13. Wildenberg

Niet gemeentelijk ingedeeld
1. Dürnbucher Forst (45,30 km²)
2. Frauenforst (19,84 km²)
3. Hacklberg (0,57 km²)

Aichach-Friedberg · Altötting · Amberg · Amberg-Sulzbach · Ansbach (stad) · Landkreis Ansbach · Aschaffenburg (stad) · Landkreis Aschaffenburg · Augsburg (stad) · Landkreis Augsburg · Bad Kissingen · Bad Tölz-Wolfratshausen · Bamberg (stad) · Landkreis Bamberg · Bayreuth (stad) · Landkreis Bayreuth · Berchtesgadener Land · Cham · Coburg (stad) · Landkreis Coburg · Dachau · Deggendorf · Dillingen an der Donau · Dingolfing Landau · Donau-Ries · Ebersberg · Eichstätt · Erding · Erlangen · Erlangen-Höchstadt · Forchheim · Freising · Feyung-Grafenau · Fürstenfeldbruck · Fürth (stad) · Landkreis Fürth · Garmisch-Partenkirchen · Günzburg · Haßberge · Hof (stad) · Landkreis Hof · Ingolstadt · Kaufbeuren · Kelheim · Kempten im Allgäu · Kitzingen · Kronach · Kulmbach · Landsberg am Lech · Landshut (stad) · Landkreis Landshut · Lichtenfels · Lindau · Main-Spessart · Memmingen · Miesbach · Miltenberg · Mühldorf am Inn · München · Landkreis München · Neuburg-Schrobenhausen · Neumarkt in der Oberpfalz · Neurenberg · Neustadt an der Aisch-Bad Windsheim · Neustadt an der Waldnaab · Neu-Ulm · Nürnberger Land · Oberallgäu · Ostallgäu · Passau (stad) · Landkreis Passau · Pfaffenhofen an der Ilm · Regen · Regensburg (stad) · Landkreis Regensburg · Rhön-Grabfeld · Rosenheim (stad) · Landkreis Rosenheim · Roth · Rottal-Inn · Schwabach · Schwandorf · Schweinfurt (stad) · Landkreis Schweinfurt · Starnberg · Straubing · Straubing-Bogen · Tirschenreuth · Traunstein · Unterallgäu · Weiden in der Oberpfalz · Weilheim-Schongau · Weißenburg-Gunzenhausen · Wunsiedel im Fichtelgebirge · Würzburg (stad) · Landkreis Würzburg
Abensberg ·
Aiglsbach ·
Attenhofen ·
Bad Abbach ·
Biburg ·
Elsendorf ·
Essing ·
Ihrlerstein ·
Hausen ·
Herrngiersdorf ·
Kelheim (stad) ·
Kirchdorf ·
Langquaid ·
Mainburg ·
Neustadt an der Donau ·
Painten ·
Riedenburg ·
Rohr in Niederbayern ·
Saal an der Donau ·
Siegenburg ·
Teugn ·
Train ·
Volkenschwand ·
Wildenberg